# Reinhold Mathy
Reinhold Mathy (* 12. April 1962 in Memmingen) ist ein ehemaliger deutscher Fußballspieler, der in der Bundesliga für den FC Bayern München und Bayer 05 Uerdingen auflief.

## Karriere

### Vereine
Mathy begann beim FC Memmingen, dem Fußballverein in seinem Geburtsort im Regierungsbezirk Schwaben, mit dem Fußballspielen, ehe er 17-jährig in die Jugendabteilung des FC Bayern München wechselte.
Zur Saison 1980/81 rückte er in den Profikader auf, in dem er in sieben Spielzeiten 100 Bundesligaspiele bestritt und 21 Tore erzielte. Sein Debüt gab er am 18. Oktober 1980 (10. Spieltag) beim 3:1-Sieg im Heimspiel gegen den VfL Bochum mit seiner Einwechslung in der 83. Minute für Norbert Janzon. Sein erstes Bundesligator erzielte er am 11. April 1981 (28. Spieltag) im Heimspiel gegen den MSV Duisburg mit dem Treffer zum 5:1-Endstand in der 76. Minute.
Des Weiteren spielte er 15 Mal im DFB-Pokal-Wettbewerb (darunter das Finale gegen Borussia Mönchengladbach 1984 und gegen den VfB Stuttgart 1986), in dem er fünf Tore erzielte, und 14 Mal in den europäischen Pokalwettbewerben, in denen er sechs Tore erzielte. Höhepunkte waren das Finale 1982 um den Europapokal der Landesmeister, das gegen Aston Villa mit 0:1 verloren wurde, das Achtelfinal-Hinspiel am 23. Oktober 1985, in dem er beim 4:2-Sieg über FK Austria Wien im Olympiastadion München drei Tore erzielte und das Vorrunden-Hinspiel 1986, in dem er beide Tore zum 2:0-Sieg beim niederländischen Meister PSV Eindhoven erzielte.
Zur Saison 1987/88 wechselte Mathy zum Ligakonkurrenten Bayer 05 Uerdingen und kam bis Saisonende 1989/90 78 Mal in der Liga und neunmal im DFB-Pokal für den „Werksclub“ zum Einsatz. Nach drei Spielzeiten wechselte er in die Schweiz zum FC Wettingen, für den er – unter anderem unter Trainer Wolfgang Frank – in der Saison 1990/91 und 1991/92 in der erstklassigen Nationalliga A aktiv war.
Seine Karriere endete nach nur elf Einsätzen – bedingt durch zahlreiche Verletzungen – in der 2. Bundesliga bei Hannover 96 am 25. Mai 1993 (44. Spieltag) beim 2:1-Sieg im Auswärtsspiel gegen den FC 08 Homburg mit seiner Auswechslung für Hakan Biçici in der 46. Minute.

### Nationalmannschaft
Für die U-18-Nationalmannschaft kam Mathy sechsmal (ohne Torerfolg) zum Einsatz. Sein Debüt gab er am 28. November 1979 in Luxemburg beim 5:1-Sieg gegen die Auswahl des Gastgebers; sein letztes Spiel bestritt er am 20. Mai 1980 in Braunsbedra bei der 0:1-Niederlage gegen die Auswahl Rumäniens.
1982 wurde er erstmals in die U-21-Nationalmannschaft berufen, für die er in sieben Länderspielen sechs Tore erzielte. Bei seinem Debüt in dieser Altersklasse gelang ihm am 23. März in Schwenningen beim 1:1-Unentschieden im Testspiel gegen die Auswahl der Schweiz sein erstes Länderspieltor. 1983 folgten gegen die Auswahlen Portugals (3:1; am 22. Februar in Setúbal – 1 Tor), Albaniens (1:1; am 29. März in Shkodra – 1 Tor), Ungarns (0:0; am 6. September in Gyöngyös), Österreichs (2:1; am 4. Oktober in Arnsberg), und der Türkei (7:0; am 25. Oktober in Berlin – 2 Tore) fünf weitere Einsätze (darunter drei EM-Qualifikationsspiele) in dieser Altersklasse. Sein letztes Spiel krönte er am 28. Februar 1984 in Koblenz mit dem 1:0-Siegtreffer gegen die Auswahl Belgiens.

## Erfolge
- Deutscher Meister 1981, 1985, 1986, 1987 (mit dem FC Bayern München)
- DFB-Pokal-Sieger 1982, 1984, 1986 (mit dem FC Bayern München)
- DFB-Supercup-Sieger 1982 (mit dem FC Bayern München; inoffiziell)
- Finalist im Europapokal der Landesmeister 1982, 1987 (mit dem FC Bayern München)